# Медаль «За трудовую доблесть» (ПМР)
Меда́ль «За трудову́ю до́блесть — является одной из наград Приднестровской Молдавской Республики. Она была учреждена 10 сентября 1993 года указом Президента ПМР.

## Статус
Медалью «За трудовую доблесть» награждаются работники народного хозяйства, науки, культуры, образования, здравоохранения и другие граждане Приднестровской Молдавской Республики, общий трудовой стаж которых составляет не менее 15 лет. Также данной медалью могут быть награждены граждане иностранных государств.
Награждение медалью производится за:
- самоотверженный творческий труд, повышение производительности труда и улучшение качества продукции;
- эффективное использование новой техники и освоение прогрессивной технологии, ценное изобретение и рационализаторские предложения;
- успехи в области науки, культуры, литературы, искусства, народного образования, здравоохранения, торговли и в других областях трудовой деятельности;
- плодотворную работу по воспитанию и профессиональной подготовке молодежи;
- заслуги в укреплении обороноспособности, государственной безопасности республики, в охране общественного порядка и борьбе с преступностью;
- успешную государственную и общественную деятельность;
- успехи в области физической культуры и спорта.

## Описание
Медаль «За трудовую доблесть» представляет собой круг диаметром 32 мм и выполнена из латуни. На лицевой стороне медали на фоне восходящего солнца расположены рельефные лучи, шестерня, серп, молот и колос пшеницы. В нижней части по окружности на изображении красной ленты золотым цветом нанесена надпись «За трудовую доблесть».
На оборотной стороне надпись «Приднестровская Молдавская Республика». Края медали окаймлены бортиком.

## Правила ношения
Медаль носится на левой стороне груди и при наличии других наград Приднестровья располагается после медали «Защитнику Приднестровья».